# Sibila Jelaska
Sibila Jelaska, hrvaška biologinja, pedagoginja in akademičarka, * 19. september 1938, Ljubljana.
Jelaska je bila predavateljica na Naravoslovno-matematični fakulteti v Zagrebu; je članica Hrvaške akademije znanosti in umetnosti.